# Prosopagnosia

In rosso l'area del cervello danneggiata quando si è affetti da prosopagnosia

La prosopagnosia (o prosopoagnosia) è un deficit percettivo, acquisito o congenito, del sistema nervoso centrale che impedisce ai soggetti che ne vengono colpiti di riconoscere i tratti di insieme dei volti delle persone; può presentarsi in forma pura o associata ad agnosia visiva, ed è causata soprattutto da lesione bilaterale (o, più di rado, unilaterale destra) alla giunzione temporo-occipitale (giro fusiforme).
Questa disfunzione fu studiata accuratamente nel corso del XIX secolo da vari scienziati, tra cui John Hughlings Jackson e Jean-Martin Charcot. Il termine prosopagnosia, che è l'unione delle parole greche πρόσωπον (pròsopon), «faccia», e ἀγνωσία (agnosìa), «ignoranza», fu coniato nel 1947 dal neurologo tedesco Joachim Bodamer.
In alcuni casi si ricorre al termine prosophenosia (dal gr. proso[po]- e |ϕαίνομαι, fàinomai, «apparire») per indicare, in modo specifico, la difficoltà di riconoscimento dei volti umani in seguito al danneggiamento esteso dei lobi occipitale e temporale.

## Descrizione
Lo studio della prosopagnosia si è rivelato cruciale per lo sviluppo di teorie sulla percezione facciale. Non essendo la prosopagnosia un disordine unitario (ovvero, persone diverse possono mostrare tipi e livelli differenti di deficit) è stato proposto che la percezione dei volti coinvolga un certo numero di livelli, ognuno dei quali può risultare separatamente danneggiato. Ciò si riflette non soltanto sul numero di deficit presenti ma anche nelle differenze qualitative che una persona affetta da prosopagnosia può mostrare.
Questo tipo di risultati si sono rivelati cruciali nel supportare la teoria che sostiene la presenza di un'area specifica dedicata al riconoscimento dei volti. Fatto contro-intuitivo per molte persone, in quanto non pensiamo ai volti come qualcosa di “speciale” o percepito in maniera diversa rispetto al resto del mondo.
Esiste un certo dibattito riguardo alla specificità sia della percezione dei volti sia della prosopagnosia e alcune persone sostengono che si tratti solo di una sottospecie di agnosia. Nonostante la prosopagnosia si accompagni spesso a problemi di riconoscimento visivo degli oggetti, sono stati riportati casi in cui la percezione dei volti sembrava essere danneggiata in modo selettivo.
La prosopagnosia potrebbe essere un deficit generalizzato nella comprensione di come i componenti della percezione individuale costruiscano la struttura o Gestalt di un oggetto. In particolare, la psicologa Martha Farah si è fatta portavoce di questo punto di vista.
Fino al XX secolo si pensava che la prosopagnosia fosse un disturbo molto raro e si presentasse solo in associazione a danni cerebrali o a malattie neurologiche riguardanti specifiche aree del cervello. Ad ogni modo, alcuni dati suggeriscono che potrebbe esistere una forma di prosopagnosia congenita, per la quale alcune persone nascerebbero con un deficit selettivo nel riconoscimento e percezione dei volti. I casi che sono stati riportati suggeriscono che questa forma di disturbo potrebbe essere assai variabile e alcune ricerche recenti suggeriscono che potrebbe essere ereditabile e molto più comune di quanto si pensasse tempo addietro (circa il 2% della popolazione potrebbe esserne affetta).

## Sottotipi di prosopagnosia
- Prosopagnosia appercettiva: si pensa sia un disturbo di parte dei processi primari del sistema di percezione dei volti. Le persone che presentano questo disturbo non sono in grado di riconoscere i volti e sono incapaci di esprimere con successo giudizi del tipo simile-diverso, quando vengono loro presentate immagini di diversi volti. Potrebbero inoltre non essere in grado di riconoscere attributi quali l'età o il genere della persona dal volto. A ogni modo, potrebbero essere in grado di riconoscere le persone basandosi su indizi non-facciali come ad esempio i vestiti, l'acconciatura dei capelli o la voce.
- Prosopagnosia associativa: si pensa essere un deficit dei collegamenti tra il processo primario di riconoscimento dei volti e quelle informazioni semantiche che riguardano le persone, conservate nella nostra memoria. Persone con questo tipo di disturbo possono essere in grado di dire se le foto dei volti delle persone sono identiche o differenti e dedurre l'età e il genere dal volto (il che suggerisce la loro capacità di riconoscere alcune informazioni del volto) ma possono non essere poi in grado di identificare le persone o fornire informazioni sul loro conto, come il nome, l'occupazione o l'ultima volta che le hanno incontrate. Possono essere in grado di riconoscere e produrre tali informazioni basandosi su indizi non-facciali come la voce, i capelli o anche qualche particolare caratteristico del volto (come ad esempio dei baffi particolari) che non richiedano la comprensione della struttura del volto. Tipicamente, queste persone non affermano che “i volti non hanno senso” ma solo che non paiono distintivi in alcun modo.
- Prosopagnosia dello sviluppo: si pensa sia una forma di “prosopagnosia congenita” e che alcune persone nascano con un deficit selettivo nel riconoscimento e percezione dei volti. I casi riportati suggeriscono che questa forma di disturbo possa essere estremamente variabile e alcuni studiosi la considerano ereditaria.
- Anche alcuni disturbi dello sviluppo come l'autismo, la sindrome di Asperger, e la sindrome di Williams presentano dei disturbi nella percezione dei volti.

## Riconoscimento inconscio dei volti
Un aspetto particolarmente interessante della prosopagnosia è che essa presenta una dissociazione tra riconoscimento esplicito e riconoscimento implicito (covert recognition). Alcuni esperimenti dimostrano che se posti davanti a una serie di volti familiari e no, le persone affette da prosopagnosia potrebbero essere incapaci di identificare con successo le persone rappresentate nelle immagini, o anche dare un semplice giudizio di familiarità (“questa persona mi sembra familiare/non familiare”). Tuttavia, quando si effettua una misurazione del responso emotivo (tipicamente, una misurazione della risposta psicogalvanica), si registra una tendenza a una risposta emotiva davanti a immagini di persone familiari, anche se non si verifica nessun riconoscimento consapevole.
Ciò suggerisce che le emozioni giocano un ruolo cruciale nel riconoscimento dei volti, cosa che in fondo potrebbe non stupire se si considera che la sopravvivenza (in particolare la propria sicurezza) dipende dalla capacità di riconoscere le persone che ci circondano.
È stato quindi ipotizzato che ci possa essere, oltre alla via per il riconoscimento esplicito dei volti che coinvolge circuiti occipito-temporali, una seconda via per il riconoscimento implicito dei volti che coinvolgerebbe il sistema limbico, implicato nelle risposte emotive.
Mentre nella prosopagnosia sarebbe quindi danneggiata la via del riconoscimento esplicito ma non quella del riconoscimento implicito, al contrario per la sindrome di Capgras, in cui il soggetto riconosce correttamente un volto familiare ma ha la convinzione delirante che quella persona sia in realtà un sosia, è stato proposto da Young (1998) che a essere danneggiata sia la via del riconoscimento implicito (con assenza di emozioni alla vista del volto che pure viene riconosciuto) ma non la via del riconoscimento esplicito.

## Impatto culturale
Nel tempo varie personalità famose hanno dichiarato di soffrirne o di averne sofferto in passato, come lo scrittore Luciano De Crescenzo, l'attore francese Thierry Lhermitte, l'attore americano Brad Pitt e Enrica Bonaccorti.
Il romanzo L'universo nei tuoi occhi di Jennifer Niven vede come protagonista un ragazzo affetto da prosopagnosia.
Il neurologo inglese Oliver Sacks (1985), nel saggio L'uomo che scambiò sua moglie per un cappello scrive di un paziente che non riconosceva le facce e arrivò una volta a scambiare la faccia della moglie per un cappello.
La prosopagnosia ha ispirato varie pellicole cinematografiche, come il drama coreano My Holo Love e la pellicola Saem che hanno tale deficit al centro della trama.
Prosopagnosia è anche la prima traccia dell'album Prisoner 709 di Caparezza. Inoltre, nel video ufficiale della canzone omonima dello stesso album, il saggio precitato  L'uomo che scambiò sua moglie per un cappello è letto dall'artista.